# جون راندال نيلسون
جون راندال نيلسون (بالإنجليزية: John Randall Nelson)‏ هو رسام أمريكي، ولد في 1956 في برينستون في الولايات المتحدة.